# Fernando Patterson
Fernando Arturo Patterson Castro (San José, 11 de febrero de 1970) es un exfutbolista costarricense, nacionalizado guatemalteco, que se desempeñaba como portero.
Fernando inició su carrera en Costa Rica, pero jugó la mayor parte de su carrera en Guatemala, el Xelajú Mario Camposeco, con el cual ganó tres títulos de Liga y un título de Copa. En su carrera anotó un total de 35 goles, convirtiéndose en el portero más goleador de Centroamérica, y séptimo en la clasificación mundial, esto jugando para clubes de Costa Rica y Guatemala.

## Selección nacional
Fue internacional con la Selección de fútbol de Costa Rica, su debut y único juego fue contra Selección de fútbol de Jamaica en la Copa de Oro de 1993 en el juego por el tercer lugar.

### Participaciones en Copa Oro
| Copa          | Sede           | Resultado    |
| ------------- | -------------- | ------------ |
| Copa Oro 1993 | Estados Unidos | Tercer lugar |

## Clubes
| Club                   | País       | Año         |
| ---------------------- | ---------- | ----------- |
| Municipal Turrialba    | Costa Rica | 1991 - 1994 |
| Coban Imperial         | Guatemala  | 1998        |
| Xelajú Mario Camposeco | Guatemala  | 1996 - 2008 |
| San Carlos             | Costa Rica | 2008        |
| Heredia Jaguares       | Guatemala  | 2008 - 2009 |
| Xelajú Mario Camposeco | Guatemala  | 2009 - 2010 |
| Deportivo Xinabajul    | Guatemala  | 2010 - 2011 |
| Deportivo Coatepeque   | Guatemala  | 2011        |
| Xelajú Mario Camposeco | Guatemala  | 2012        |

## Palmarés

### Campeonatos nacionales
| Título         | Club                   | País      | Año     |
| -------------- | ---------------------- | --------- | ------- |
| Liga Nacional  | Xelajú Mario Camposeco | Guatemala | 1995/96 |
| Liga Nacional  | Xelajú Mario Camposeco | Guatemala | 2007    |
| Torneo de Copa | Xelajú Mario Camposeco | Guatemala | 2010    |
| Liga Nacional  | Xelajú Mario Camposeco | Guatemala | 2012    |

### Distinciones individuales
| Distinción               | Año  |
| ------------------------ | ---- |
| Trofeo Josue Danny Ortiz | 2004 |
| Trofeo Josue Danny Ortiz | 2009 |